# Ікони Революції
«Ікони Революції» — графіті у Києві на фасаді будинку на вул. Грушевського, 4, створені під час Революції Гідності. Автор — #Sociopath. Пам'ятка історії.
Графіті було стерте 2 вересня 2017 року, згодом відтворене ГО «Новий вогонь» за мотивами оригінального.

## Опис

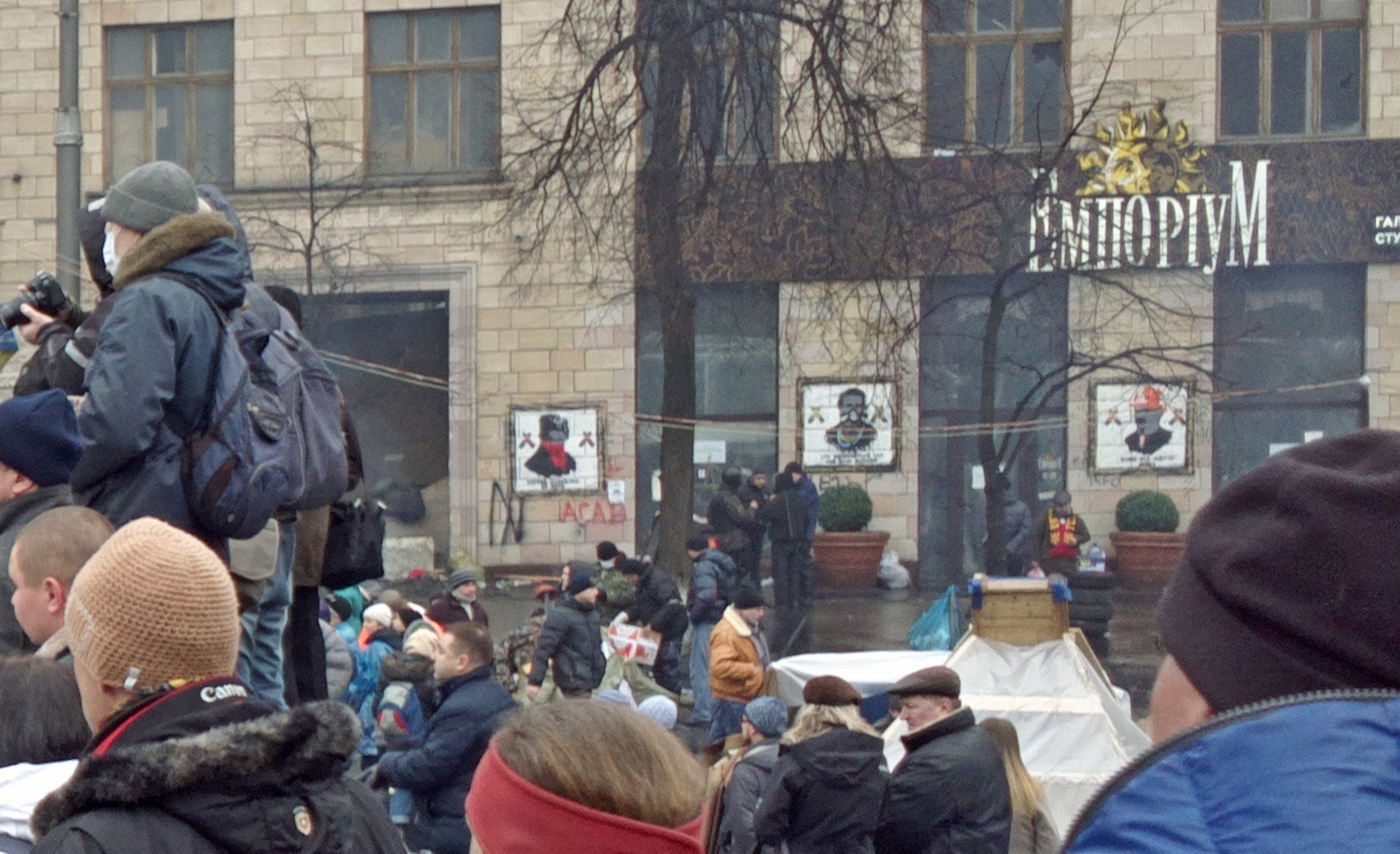
Графіті у часи протистояння на Грушевського. Лютий 2014.

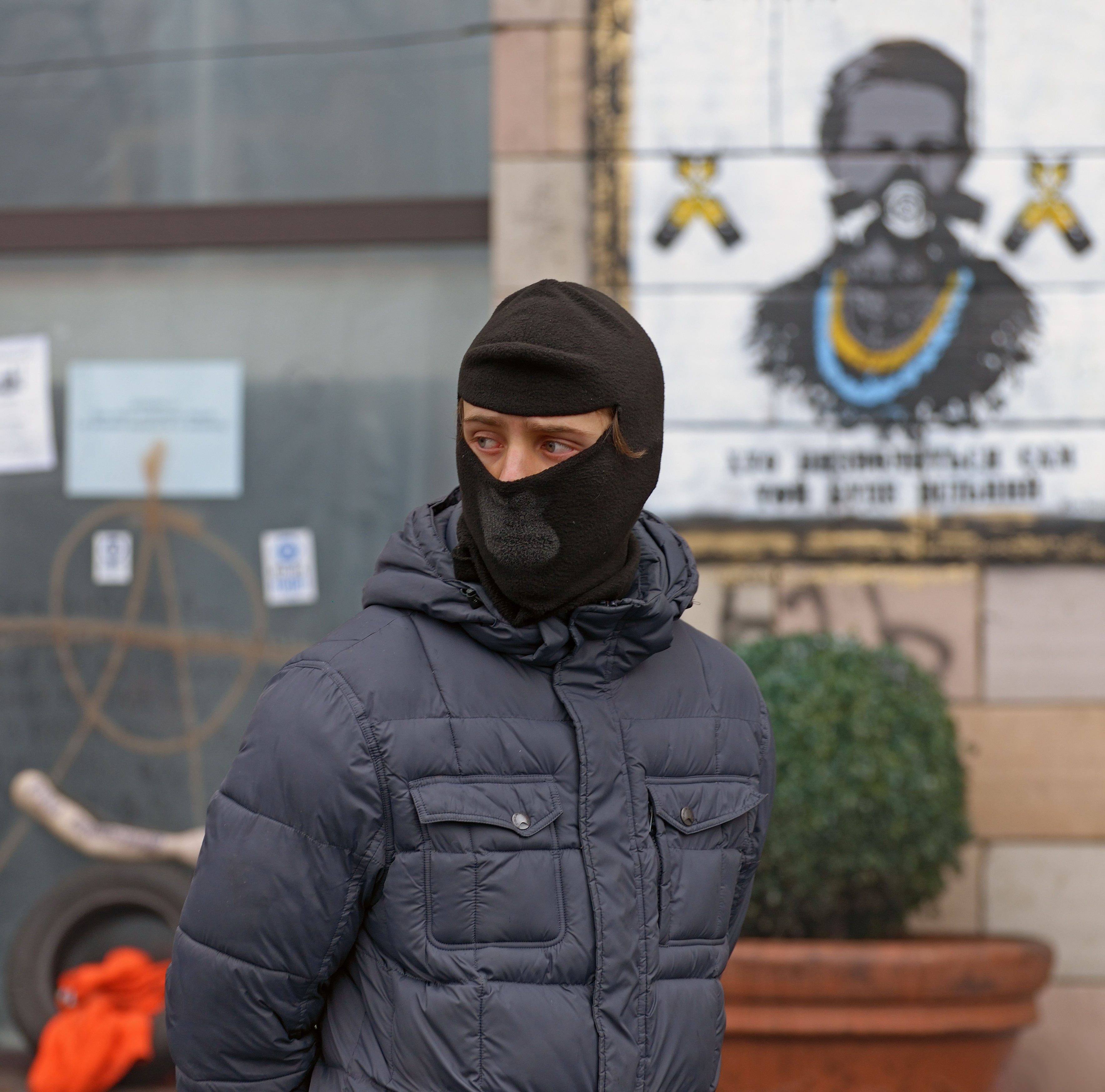
Учасник протесту на тлі графіті, 10 лютого 2014

Триптих складається з портретів культових українських діячів Тараса Шевченка, Івана Франка та Лесі Українки, зображених у вигляді учасників Революції Гідності, та цитат з їх творів. Графіті з'явилися на фасаді будинку в ніч проти 10 лютого 2014 року.
Автор — художник під псевдонімом #Sociopath. Під час створення триптиху подію фільмували учасники артгрупи "Бімба production": Анрі Мос, Андрій Шерепенко, Микита Мекензін, Володимир Сенченко, Клавдія Буквич.
Згідно з наказом Міністерства культури України від 15 жовтня 2014 року № 869 графіті має статус пам'ятки історії на «місці бойових дій та масової загибелі громадян в районі вул. Грушевського у м. Києві під час акцій протесту у лютому 2014 року». Артоб'єкт є частиною експозиції Музею Майдану.

## Вандалізм
2 вересня 2017 року графіті було стерто. Журналістка Тетяна Висоцька повідомила про цю подію на своїй сторінці Фейсбук, і звинуватила у знищенні графіті Ігоря Доценка, власника крамниці меблів «Емпоріум», який орендував приміщення в будинку на вул. Грушевського, 4 у Національної академії наук. На опублікованих у пості світлинах Ігор Доценко стоїть поруч з робітником, що замальовував графіті. Користувачі соціальних мереж зажадали пояснень від власника. Ігор Доценко долучився до обговорення, стверджуючи, що графіті «не були мистецтвом». У особистих повідомленнях він також почав погрожувати деяким учасникам дискусії.

### Реакція

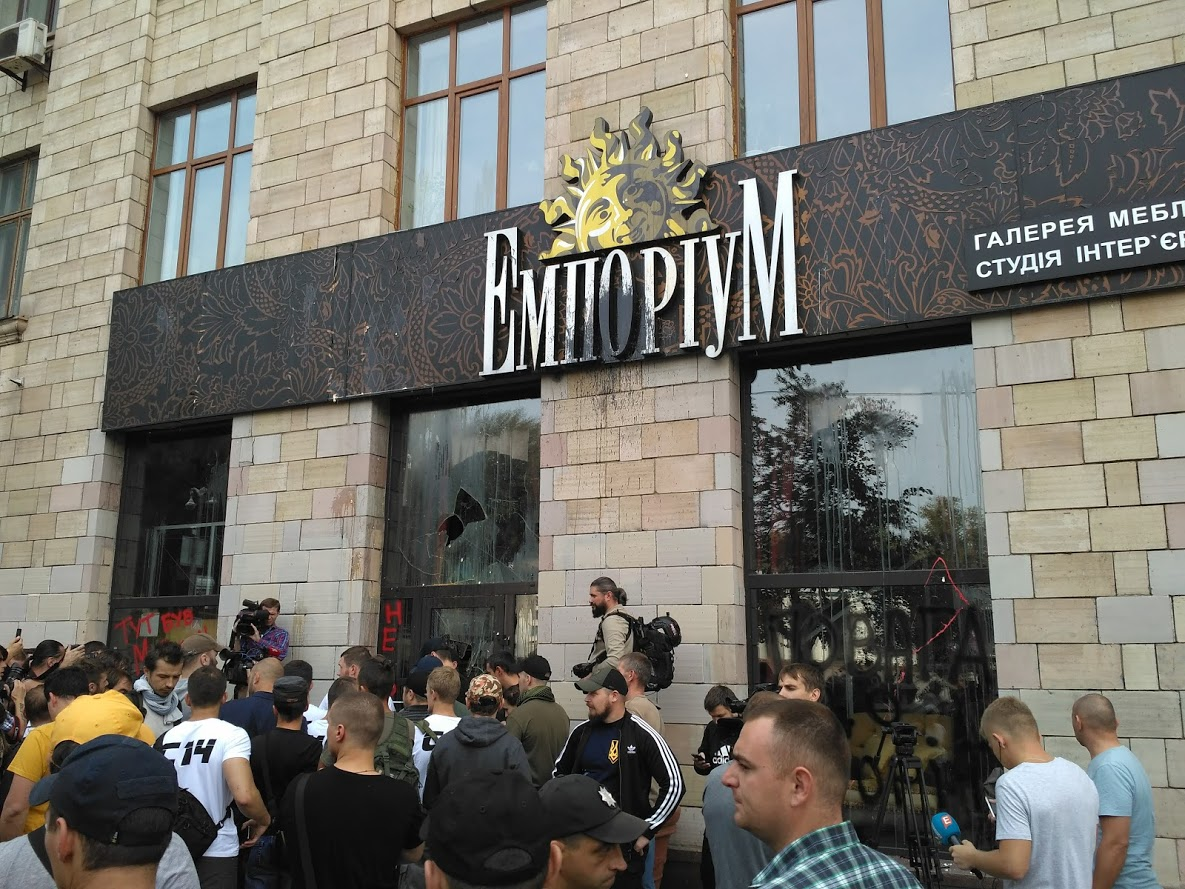
Протестувальники на місці витертих графіті. 3 вересня 2017.

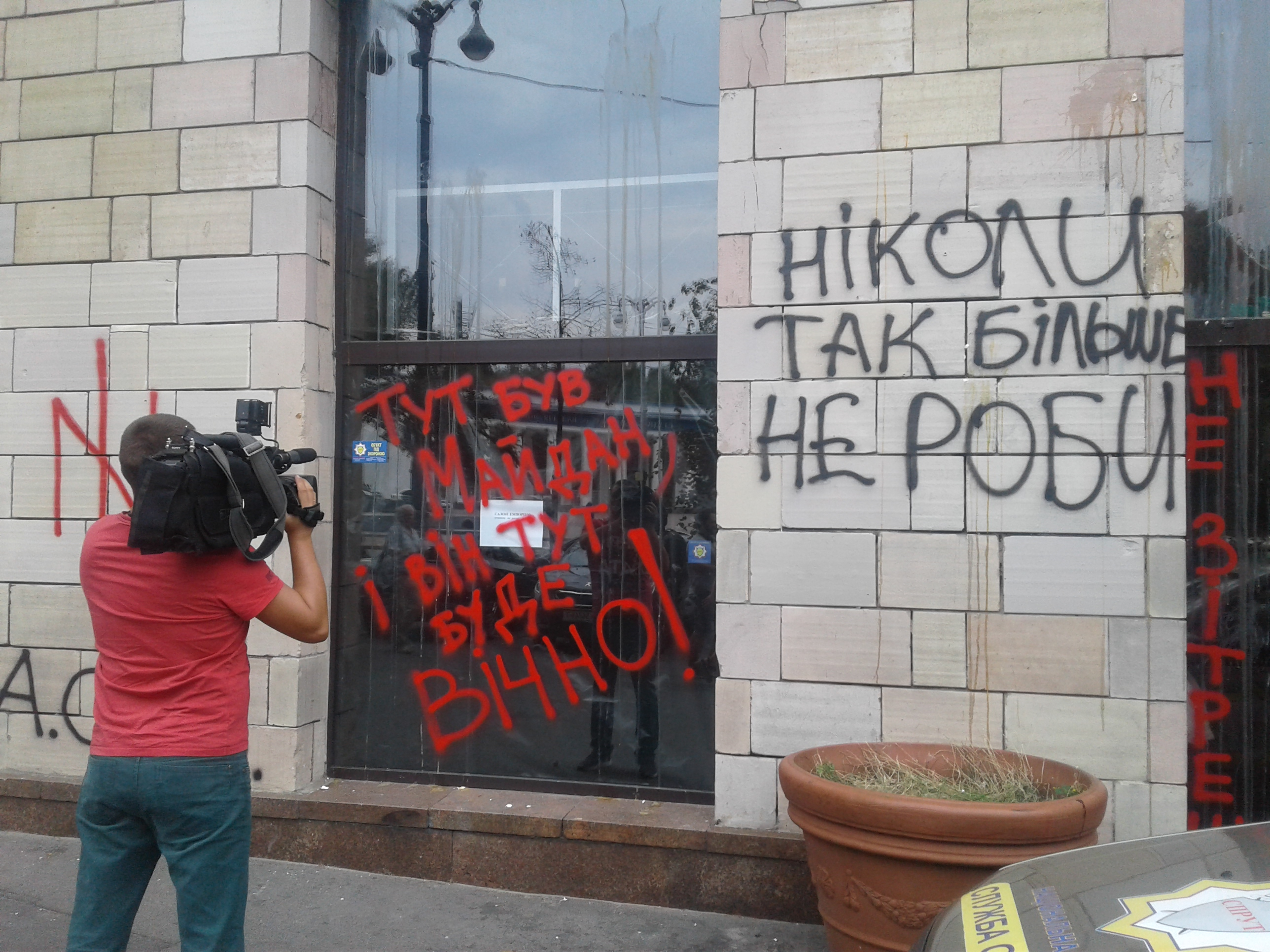
Надписи протестувальників на крамниці меблів

Акт вандалізму викликав обурення в суспільстві. Наступного дня, 3 вересня, протестувальники з організацій Національний корпус, С14, ГО «Новий вогонь» та Правого сектору розбили вітрину крамниці і скло у дверях, закидали яйцями вітрини, запалили перед входом шини і обписали фасад.
Влада також відреагувала на ці події. За словами прем'єр-міністра Володимира Гройсмана, знищення графіті на Грушевського — не просто злочин. Це злочин проти пам'яті і цінностей, проти того, про що не можна забувати.
Міністр культури Євген Нищук написав: «Ці графічні картини мали в собі дух нашої боротьби. Шевченко, Леся, Франко — наші пророки — були з нами пліч-о-пліч на Майдані. Ми „рвали кайдани“, а вони були нашими оберегами».
Віце-прем'єр В'ячеслав Кириленко заявив, що за знищення графіті, як частина експозиції Музею Майдану, передбачено кримінальну відповідальність.
За фактом нищення графіті прокуратура відкрила кримінальне провадження за ч.2 ст 298 Кримінального кодексу ("Знищення, руйнування або пошкодження пам'яток-об'єктів культурної спадщини та самовільне проведення пошукових робіт на археологічній пам'ятці").
Генпрокурор Юрій Луценко заявив, що бізнес підприємців з магазину перевірять усі державні контролюючі органи.
Відновити графіті зголосилася група художників. Однак автор на своїй сторінці фейсбуку не дав їм згоди. Він заявив, що у нього зберігаються як «Ікони Революції» в оригінальному розмірі, так і відповідні трафарети. Він сам готовий відновити триптих.

### Наслідки
3 вересня пізно увечері власник крамниці повідомив на своїй сторінці Фейсбук, що салон меблів закривається. Також він сказав, що інцидент стався через «провокаторів, які зафарбували ці роботи». Користувачі мережі невдовзі опублікували фото, де Ігор Доценко особисто спостерігає за процесом видалення графіті з фасаду.
4 вересня повідомили, що магазин вивіз меблі і з'їхав із приміщення.
4 жовтня на місці зафарбованих графіті з'явилися декілька графіті із зображенням Вадима Рабіновича.

### Поява версії власника крамниці
6 вересня, через 4 дні після інциденту, було опубліковано версію власника крамниці. Ігор Доценко стверджував, що не давав ніяких вказівок щодо знищення графіті, а навпаки підтримував його в належному стані і був зацікавлений в його збереженні. Також він каже, що під час Євромайдану особисто дав дозвіл художникам на створення графіті на стіні його крамниці. За його словами, коли він приїхав до своєї крамниці, він побачив якогось незнайомого чоловіка, який зафарбовував графіті, і підійшов до нього щоб спитати що він робить. Помічник народного депутата Віра Савченко зробила фотографію Доценка поруч із чоловіком, який зафарбовував графіті. Після цього Віра Савченко підійшла до Доценка щоб спитати навіщо зафарбовують графіті і той відповів що сам тільки що приїхав і не знає що відбувається. Пізніше, на питання чому він не звернувся до поліції, Ігор Доценко відповів що це пообіцяла зробити Віра Савченко.
Ігор Доценко заявив, що розцінює всю цю ситуацію з графіті як провокацію зі сторони Віри Савченко. Також він дав обіцянку, що магазин сприятиме відновленню графіті.

## Відновлення
14 жовтня 2017 року графіті відновили. Ініціаторами та виконавцями робіт виступили представники громадської організації «Новий вогонь». За їхніми словами, вони не змогли переконати стріт-арт художника #Sociopath'a якнайшвидше відновити «ікони», тому самостійно завершили справу до Дня захисника України. Проте автор оригінальних робіт розкритикував ці дії активістів, заявивши: «вандальна акція організації „Новий Вогонь“ остаточно знищила можливість будь-яких реставраційних робіт з відновлення оригінальних майданівських символів».